# Rubilepis bimaculata
Rubilepis bimaculata är en skalbaggsart som beskrevs av Dewailly 1950. Rubilepis bimaculata ingår i släktet Rubilepis och familjen Melolonthidae. Inga underarter finns listade i Catalogue of Life.